# Uomo Scimmia
L'Uomo Scimmia (Man-Ape), il cui vero nome è M'Baku, è un personaggio dei fumetti statunitensi creato da Roy Thomas (testi) e John Buscema (disegni), pubblicato da Marvel Comics. È uno degli acerrimi nemici della Pantera Nera (tra cui Klaw ed Erik Killmonger).

## Biografia del personaggio
M'Baku è nato in Wakanda, stato africano dell'universo Marvel. Uno dei migliori guerrieri dello stato, secondo solo alla Pantera Nera, complotta per usurpare il trono del Wakanda alleandosi ai fuorilegge del Culto del Gorilla Bianco. Acquista i suoi poteri mangiando carne del Gorilla Bianco e bagnandosi nel suo sangue, e così diventa l'Uomo Scimmia. Nello scontro finale con la Pantera Nera, scompare sotto il crollo di un totem che lo seppellisce.
In realtà non muore, grazie al suo aiutante N'Gamo e si rifugia in America dove La Pantera si è unita ai Vendicatori. M'Baku si unisce alla Legione Mortale del Sinistro Mietitore con la quale affronta i Vendicatori, ma ne viene sconfitto. La Pantera Nera lo bandisce dal Wakanda con un ordine di esecuzione nel caso in cui M'Baku vi rimetta piede.
L'Uomo Scimmia in seguito si unisce a una nuova versione della Legione Mortale (insieme al Sinistro Mietitore, ad Artiglio Nero, Golia, Nekra e Ultron-12) e combatte contro Tigra, ma abbandona il Sinistro Mietitore quando quest'ultimo esagera con il suo razzismo.
Dopo un periodo trascorso in luoghi lontani e selvaggi, l'Uomo Scimmia torna per unirsi ai Signori del Male di Crimson Cowl, che però vengono sconfitti dai Thunderbolts.
A dispetto della loro feroce rivalità, la Pantera Nera invita M'Baku al suo matrimonio con Ororo Munroe degli X-Men, durante il quale si ubriaca e cerca una rissa con l'Uomo Ragno. Riappare su Eroi in vendita #6, assieme al Sinistro Mietitore e a Saboteur.
L'Uomo Scimmia viene poi ucciso da Morlun, il Divoratore di Totem, difendendo il suo popolo e riuscendo comunque ad avvertire il Wakanda della minaccia imminente. Riappare vivo come membro di una squadra agli ordini dell'Uomo Porpora.

## Poteri e abilità
L'Uomo Scimmia ha acquistato i suoi poteri sovrumani dopo aver mangiato la carne del sacro Gorilla Bianco del Wakanda e bagnandosi nel suo sangue. In questo modo M'Baku acquista forza, velocità, agilità e resistenza sovrumane pari a quelle di forzuti del calibro di Rhino e Luke Cage. Ha un passato nella Milizia Reale del Wakanda, e pertanto è un esperto di lotta corpo a corpo.

## Versioni alternative

### Vendicatori/JLA
L'Uomo Scimmia è uno dei criminali che, sotto controllo mentale, attaccano gli eroi durante l'assalto della fortezza di Krona e combatte contro Big Bertha.

### Ultimate Marvel
Nell'universo Ultimate Marvel, M'Baku è il fratello maggiore di T'Challa e deride il fratello più giovane per aver fallito la "prova delle Pantera Nera". Dopo che il loro padre decide di divulgare agli Americani i segreti tecnologici del Wakanda in cambio di aiuto a salvare T’Challa, M'Baku abbandona il regno.

## Altri media

### Televisione
- L'Uomo Scimmia compare nella serie animata Avengers - I più potenti eroi della Terra.
- L'Uomo Scimmia è presente nella serie animata Avengers Assemble.

### Cinema
M'Baku appare nel Marvel Cinematic Universe, interpretato da Winston Duke e doppiato da Marco Fumarola.
- M'Baku è apparso per la prima volta come antagonista minore e antieroe nel film Black Panther (2018). M'Baku è il feroce leader della rinnegata tribù dei Jabari, usa come animale religioso il gorilla (dalla figura di Hanuman). All'inizio sfida T'Challa per il ruolo di re del Wakanda ma viene sconfitto in combattimento, accettando con onore la sua resa come suggeritogli da T'Challa piuttosto che morire. In seguito recupera il corpo inerme di T'Challa, gravemente ferito dopo il primo scontro con Erik Killmonger, conducendoci Shuri, Nakia e la regina Ramonda affinché possano infondergli i poteri della Pantera Nera e farlo risvegliare. Nonostante inizialmente declini, si presenta poi a sostenere T'Challa contro Killmonger con il resto dei Jabari. Dopo la sconfitta del tirannico usurpatore lui e la sua tribù diventano parte integrante del Wakanda.
- Il personaggio compare anche nei film Avengers: Infinity War (2018) e Avengers: Endgame (2019) per combattere contro l'esercito di Thanos.
- M'Baku compare nel film Black Panther: Wakanda Forever (2022).
- M'Baku tornerà nuovamente nel film Avengers: Doomsday (2026).

### Videogiochi
- L'Uomo Scimmia compare come boss del Wakanda in Marvel: La Grande Alleanza 2
- L'Uomo Scimmia come boss in Marvel: Avengers Alliance.
- Il personaggio compare in Marvel Heroes, nella storia "Vibranium Mines".
- Il personaggio compare anche in LEGO Marvel's Avengers.[15]
- L'Uomo Scimmia compare anche in LEGO Marvel Super Heroes 2.
- Il personaggio compare come personaggio giocabile in Marvel Future Fight con l'uniforme ispirata a quella del film Black Panther: Wakanda Forever.